# Zanthoxylum setulosum
Zanthoxylum setulosum är en vinruteväxtart som beskrevs av Percy Wilson. Zanthoxylum setulosum ingår i släktet Zanthoxylum och familjen vinruteväxter. Inga underarter finns listade i Catalogue of Life.